# Chorisops masoni
Chorisops masoni is een vliegensoort uit de familie van de wapenvliegen (Stratiomyidae). De wetenschappelijke naam van de soort is voor het eerst geldig gepubliceerd in 1995 door Troiano & Toscano.